# الکساندرو جوگارو
الکساندرو جوگارو (انگلیسی: Alexandru Giugaru؛ ‏ تلفظ رومانیایی: [alekˈsandru d͡ʒjuˈɡaru]؛ ‏ ۲۳ ژوئن ۱۸۹۷ – ۱۵ مارس ۱۹۸۶) بازیگر اهل رومانی بود.
از فیلم‌هایی که وی در آن‌ها نقش داشته‌است، می‌توان به تلگرام، یاغی‌ها و پنداره‌ها ۱۹۰۰ اشاره نمود.